# Onolzbach
Der Onolzbach (selten auch Onoldsbach) ist ein 11 km langer Bach im bayerischen Regierungsbezirk Mittelfranken, der nach einem insgesamt etwa ostsüdöstlichen Lauf in der Mitte der kreisfreien Stadt Ansbach von rechts in die obere Fränkische Rezat mündet.

## Name
Der Bach wurde 786 als „Onoldisbach“ erstmals urkundlich erwähnt. Das Bestimmungswort dieses Kompositums ist „Onold“. Eine Person dieses Namens hatte dort eine Siedlung angelegt. Die Aussprache des Bachnamens und seine Schreibung sind bis heute fast unverändert geblieben, während die u. a. aus dieser Siedlung hervorgegangene Stadt seit dem 18. Jahrhundert „Ansbach“ genannt wird.

## Geographie

### Oberläufe
Der längere linke Hauptstrang-Quellbach des Onolzbachs entsteht im Wald Hirschgarten etwa einen Kilometer nordwestlich der Mitte des Dorfes Hinterholz der Kleinstadt Leutershausen im Landkreis Ansbach auf etwa 511 m ü. NHN nahe einem vom westlicher gelegenen Dorf Oberramstadt herführenden Waldweg. Auf anfangs fast östlichem Lauf durchfließt er nach gut hundertfünfzig Metern den Oberen und nach etwa der gleichen Strecke weiter abwärts auf etwa 503 m ü. NHN den Unteren Tierweiher. Danach begleitet ihn die Gemeindegrenze von Leutershausen zu Lehrberg nah auf seinem nunmehr ostsüdöstlichen Lauf meist in der offenen Flur oder an ihrem Rande. Kurz bevor er mit dem rechten Quellbach zusammenfließt, erhält er von rechts her Zulauf von einigen kurzen Abflüssen von Hangquellen auf 480 bis etwas unter 460 m ü. NHN.
Der kürzere rechte Quellbach entsteht auf 498 m ü. NHN am Ostrand des Dorfes Hinterholz und fließt durchwegs nach Osten. Sein Lauf folgt erst einem Feldweg, ist dann abschnittsweise verdolt und tritt in einem Flurschlauch in den Wald ein, von dort erhält er Zufluss von etlichen Quellen, darunter – schon im Wald und nah am Zusammenfluss mit seinem linken Pendant – vom Gumbertusbrunnen her, der auf etwa 480 m ü. NHN links am Hang entspringt. Nach Wiederaustritt aus dem Wald vereinigt er sich auf etwa 452 m ü. NHN mit dem anderen Quellbach zum Onolzbach.

### Verlauf
Der Onolzbach tritt gleich auf die Gemarkung des Ansbacher Stadtteils Schalkhausen über, auf dem er nun für den größten Teil seines nunmehr anfangs südöstlichen Laufs verbleibt. Unter dem Naturfreundehaus Gumbertushütte auf dem auffällig steilen und nahen linken Hang passiert er die Walkmühle am rechten Ufer, nach ihr mündet von rechts auf 436 m ü. NHN der 1,6 km lange Pfaffengraben. Weiter talwärts speist er rechts einen Weiher und berührt dann sogleich an dieser Seite Neudorf, von dem aus eine erste Straße nach Steinersdorf auf der linken Randhöhe den Bach quert. Dann zweigt vom nunmehr gerade gezogenen Grabenlauf in der Tallinie rechts ein gewundener Lauf ab, von dem kurz vor der Wiedervereinigung rechtsseits ein Graben zur Neudorfer Mühle läuft und dort einen winzigen Teich speist.
Nach der Mühle beginnt das 53 ha große Naturschutzgebiet Scheerweihergebiet bei Schalkhausen, im Talanteil fast überall ein von Nebengräben durchzogenes Feuchtgebiet. Der Bach selbst teilt sich hier in bis zu drei Läufe auf und durchzieht oder passiert die Reihe der namengebenden Scheerweiher, deren letzter und bei weitem größter an der Scheermühle auf etwa 418 m ü. NHN auch noch aus dem Westen vom 3,1 km langen Hohenmühlbach gespeist wird. Unterhalb des Damms endet das Naturschutzgebiet, die Stränge sind wieder vereint. Die Bahnstrecke Nürnberg–Crailsheim und die Staatsstraße St 2246 ziehen nun aus dem Nebental am Nordwestrand von Schalkhausen ins Tal. Die Bahnlinie wechselt gleich an den linken Hangfuß, während parallel zu ihr der Onolzbach begleitet von der Staatsstraße auf immer östlicherem Kurs durch den Ortskern von Schalkhausen zieht.
Nachdem er aus dem Wohnsiedlungsbereich von Schalkhausen ausgetreten ist, zweigt vom Onolzbach linksseits wieder ein Mühlbach ab, danach mündet dem Bach selbst in sehr spitzwinkliger Annäherung aus dem Dorf von rechts und Westen der 1,2 km lange Hengstgraben zu. Erst nachdem die beiden parallelen Läufe die Bocksbergsiedlung über der Bahnlinie am linken Hang ganz passiert haben, vereinigen sie sich wieder kurz vor dem nach Westen ausholenden Hohenzollernring, den die St 1066 um das zentrale Stadtgebiet von Ansbach schlägt. Abwärts dieser Straßen fließt gleich aus dem Westsüdwesten kommend der 3,8 km lange Fürstengraben ein.
Der inzwischen ostwärts laufende Onolzbach unterquert im Stadtgebiet die Gabel der Bahnstrecken von Würzburg und von Crailsheim. Kurz vor der Promenade der ehemaligen Residenzstadt verschwindet er in einem Gewölbe im Untergrund, wo ihm dann der hier ebenfalls verdolte Dombach, der letzte und mit 4,3 km längste der tributären Bäche, von rechts und Südwesten zufließt. Die Trasse des Onolzbaches folgt unter dieser Prachtstraße deren leichtem Linksbogen um die Residenz und mündet dann unter ihrer Brücke über diesen Fluss zur Residenzstraße hinüber von rechts und auf etwa 402 m ü. NHN in die obere Fränkische Rezat.
Der Onolzbach fällt auf seinem Gesamtlauf mit linkem Oberlauf von 11,1 km  Länge bei einem mittleren Sohlgefälle von etwa 10 ‰ um etwa 109 Höhenmeter.

### Einzugsgebiet
Der Onolzbach entwässert ein Einzugsgebiet von 26 km² Größe ostsüdostwärts zur oberen Fränkischen Rezat. Es hat ungefähr die Kontur eines rechtwinkligen Dreiecks, mit spitzerem Kathetenwinkel etwas über der Quelle des Hauptstrangs, dem rechten Winkel etwas nördlich von Dautenwinden und dem weniger spitzen Kathetenwinkel an der Mündung. Die Hypotenuse an der Nordnordostseite ist etwa 10 km lang, die kleine Kathete fast 5 km.
In ihm fließt Onolzbach ohne wesentlichen linken Zufluss sehr nahe an der linken, nordnordöstlichen Wasserscheide. An ihrem oberen Ende wenig über der Quelle an der Westnordwestspitze des Einzugsgebiets liegt der mit etwa 521 m ü. NHN höchste Punkt nahe dem einen Funkmast tragenden Gipfel des bewaldeten Oberramstadter Horns; die Wasserscheide zu beiden Seiten liegt auch anderswo oft über 490 m ü. NHN und meist über 480 m ü. NHN.
Der nordnordöstlichen Wasserscheide sehr nahe fließt der Onolzbach-Vorfluter Fränkische Rezat, weshalb nur hinter der Nordgrenze des Onolzbachs-Einzugsgebietes mit dem Hürbeler Bach dieser mit 3,2 km Länge ein leidlich großer unmittelbarer Konkurrent zuläuft. Hinter der kurzen Südostgrenze entwässern einige Bäche und dessen eigener Oberlauf zum Silberbach, einem Zulauf der Fränkischen Rezat unterhalb des Onolzbachs. Die südwestliche Wasserscheide ist Teil der Europäischen Hauptwasserscheide zwischen dem Flusssystem des Rhein-Zuflusses Main diesseits und der zur Donau laufenden Altmühl jenseits, die auf diesem Abschnitt von der Grenze her ihre linken Zuflüsse vom Schreinermühlbach bis hinauf zum Kümmelbach aufnimmt.

### Naturräume
Das Einzugsgebiet des oberen Onolzbachs gehört südwärts bis an die Talachse des Hohenmühlbachs dem Teilraum Colmberger Höhen des Naturraums Frankenhöhe an, danach beidseits des Unterlaufs den Unterräumen Südliches Ansbacher Hügelland und länger Ansbacher Talkessel des Mittelfränkischen Beckens.

## Geologie
Lauf und Einzugsgebiet des Onolzbachs liegen im Mittelkeuper, die höheren Lagen im Sandsteinkeuper, die tieferen im Gipskeuper (Grabfeld-Formation).

### BA
Amtliche Topographische Online-Karte mit passendem Ausschnitt: Lauf und Einzugsgebiet des Onolzbachs

Allgemeiner Einstieg ohne Voreinstellungen und Layer: BayernAtlas der Bayerischen Staatsregierung (Hinweise)
1. 1 2 3 4 5 6 7 8 9  Höhe abgefragt (durch Rechtsklick).
2. ↑  Höhe nach blauer Beschriftung auf dem Hintergrundlayer.
3. ↑  Geologie nach dem zuschaltbaren Layer Geologischen Karte 1:500.000.

### Sonstige Einzelnachweise und Anmerkungen
1. 1 2  Auf den üblichen Karten findet man nur die Namensform Onolzbach, auch auf der historischen Karte des BayernAtlasses, die aus dem 19. Jahrhundert stammt, dort mit Zusatz vulgo Holzbach. Im Bayerischen Gewässerverzeichnis und der auf gleicher Datenbasis beruhenden amtlichen Gewässerkarte ist der Bach dagegen als Onoldsbach eingetragen. Diese letzte Namensform findet sich jedoch auf der Website der Stadt Ansbach außer in einem historischen Herkunftsnamen nur in der vielleicht historisierenden Bezeichnung einer Konzertreihe, die man aber auch unter dem anderen Namen antrifft – vgl. Funde „Onoldsbach“ (Memento des Originals vom 23. September 2015 im Internet Archive)  Info: Der Archivlink wurde automatisch eingesetzt und noch nicht geprüft. Bitte prüfe Original- und Archivlink gemäß Anleitung und entferne dann diesen Hinweis. – während sonst nur die Form Onolzbach – Funde „Onolzbach“ (Memento des Originals vom 23. September 2015 im Internet Archive)  Info: Der Archivlink wurde automatisch eingesetzt und noch nicht geprüft. Bitte prüfe Original- und Archivlink gemäß Anleitung und entferne dann diesen Hinweis. – benutzt wird, die überdies in einem Straßennamen Am Onolzbach verwendet wird.
2. ↑  Länge nach Verzeichnis der Bach- und Flussgebiete in Bayern – Flussgebiet Main, Seite 36 des Bayerischen Landesamtes für Umwelt, Stand 2016 (PDF; 3,3 MB).
3. 1 2  Einzugsgebiet nach Verzeichnis der Bach- und Flussgebiete in Bayern – Flussgebiet Main, Seite 36 des Bayerischen Landesamtes für Umwelt, Stand 2016 (PDF; 3,3 MB).
4. ↑   E. Fechter, S. 39.
5. ↑  Naturschutzgebiet 32 – Scheerweihergebiet bei Schalkhausen, Stadt Ansbach
6. ↑  Franz Tichy: Geographische Landesaufnahme: Die naturräumlichen Einheiten auf Blatt 163 Nürnberg. Bundesanstalt für Landeskunde, Bad Godesberg 1973. → Online-Karte (PDF; 4,0 MB)